# Ulica Konstantego Kalinowskiego w Mińsku
Ulica Konstantego Kalinowskiego (biał. Вуліца Кастуся Каліноўскага) – ulica w Mińsku, stolicy Białorusi, położona w mikrorejonach Zielony Ług i Wschód. Długość 3,3 km, od prospektu Niepodległości do Traktu Łohojskiego. Nazwana w 1963 ku czci Konstantego Kalinowskiego (1838–1864) – dowódcy powstania styczniowego na terenie Litwy i Białorusi. Na ścianie budynku nr 55 umieszczona jest tablica pamiątkowa.